# 앰버 로런스
앰버 로런스(Amber Lawrence, 1978년 4월 19일 ~ )는 오스트레일리아의 싱어송라이터이다.